# 叔丁基溴
叔丁基溴是一种有机化合物，化学式为C4H9Br。它在210°C变为溴代异丁烷。

## 制备
叔丁基溴可以由叔丁醇和氢溴酸反应制得。在该反应中加入溴化钾，可以增加Br−的浓度，并起到盐析作用。